# Hanskarl Rotzinger
Hanskarl Rotzinger (* 17. März 1940 in Konstanz; † 15. März 2017 ebenda) war ein deutscher Karateka. Er galt als Pionier des Karatesports in Deutschland.

## Leben
Hanskarl Rotzinger zählte zu den ersten Karatepionieren in Deutschland. Im Jahre 1958 stieß er zu einer damals recht kleinen Anzahl von Interessierten, die unter Jürgen Seydel Karate lernten. Im selben Jahr gründete er das Karate Zentral Dōjō e. V. in Konstanz. 1965 ging er zum Studium nach München, wo er die Abteilung Karate im SV 1880 München ins Leben rief. 1968 legte er unter Hirokazu Kanazawa seinen 1. Dan (Shodan) ab. Im selben Jahr gründete er sein drittes Dōjō in Kempten (Allgäu). Seit 1975 besteht das Karate-Fitness-Dōjō Konstanz, welches er ebenfalls gründete.
Von Ende 1969 bis 1975 war er Mitglied der Nationalmannschaft und wurde mehrmals Deutscher Meister. Er brachte bis zu seinem Tod Kämpfer auf nationalem und internationalem Niveau hervor. Als Trainer hatte er mit seinen Schützlingen über 550 Medaillen bei Landes-, Deutschen-, Europa- und Weltmeisterschaften gewonnen.
1999 legte er, während des Gasshuku in Konstanz, unter Hideo Ochi seinen 6. Dan ab.
Die Stadt Konstanz verlieh ihm 2002 den Sport-Ehrenbrief. Aufgrund seines langjährigen und besonderen Engagements für das Karate sowie seines  Einsatzes für Kinder und Jugendliche, auch in armen Ländern, wurde ihm am 3. Mai 2006 das Bundesverdienstkreuz am Bande verliehen. Aufgrund seines Karatewissens und seiner  Lehrtätigkeit, auch im Sinne von Shihan Hideo Ochi und des DJKB, ernannte ihn Hideo Ochi im Mai 2008 zum DJKB-Instructor.
Hanskarl Rotzinger verstarb am 15. März 2017 in Konstanz. Er hinterließ seine Ehefrau.

## Ehrungen und Auszeichnungen
- Bundesverdienstkreuz des Verdienstordens der Bundesrepublik Deutschland
- Sport-Ehrenbrief der Stadt Konstanz